# 2007 en Colombie-Britannique
Chronologie de la Colombie-Britannique
- 2003
- 2004
- 2005
- 2006
- 2007
- 2008
- 2009
- 2010
- 2011

Cette page concerne des événements qui se sont produits durant l'année 2007 dans la province canadienne de Colombie-Britannique.

## Politique

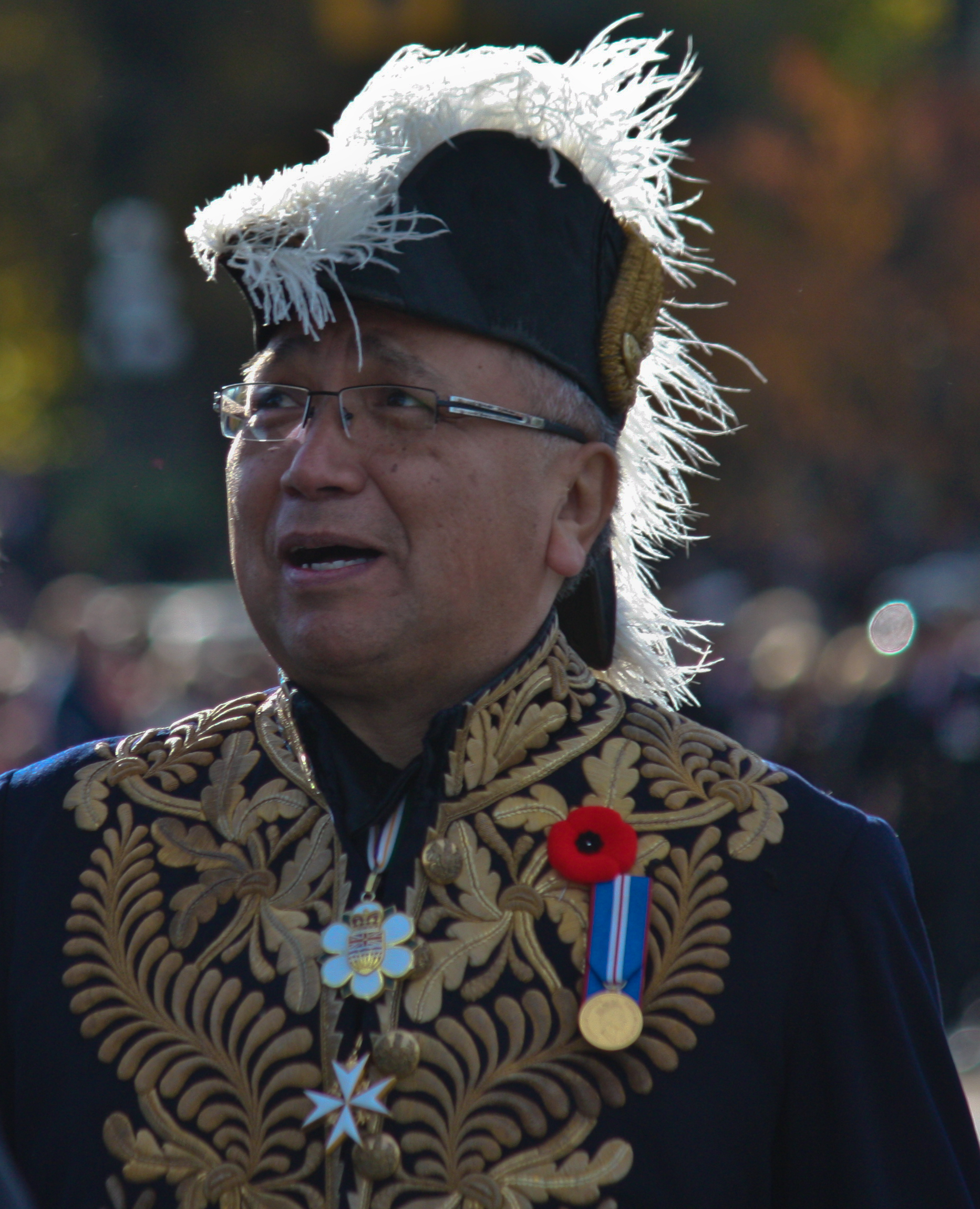
Steven Point

- Premier ministre : Gordon Campbell
- Chef de l'Opposition : Carole James du Nouveau Parti démocratique de la Colombie-Britannique
- Lieutenant-gouverneur : Iona Campagnolo puis Steven Point
- Législature :

## Événements

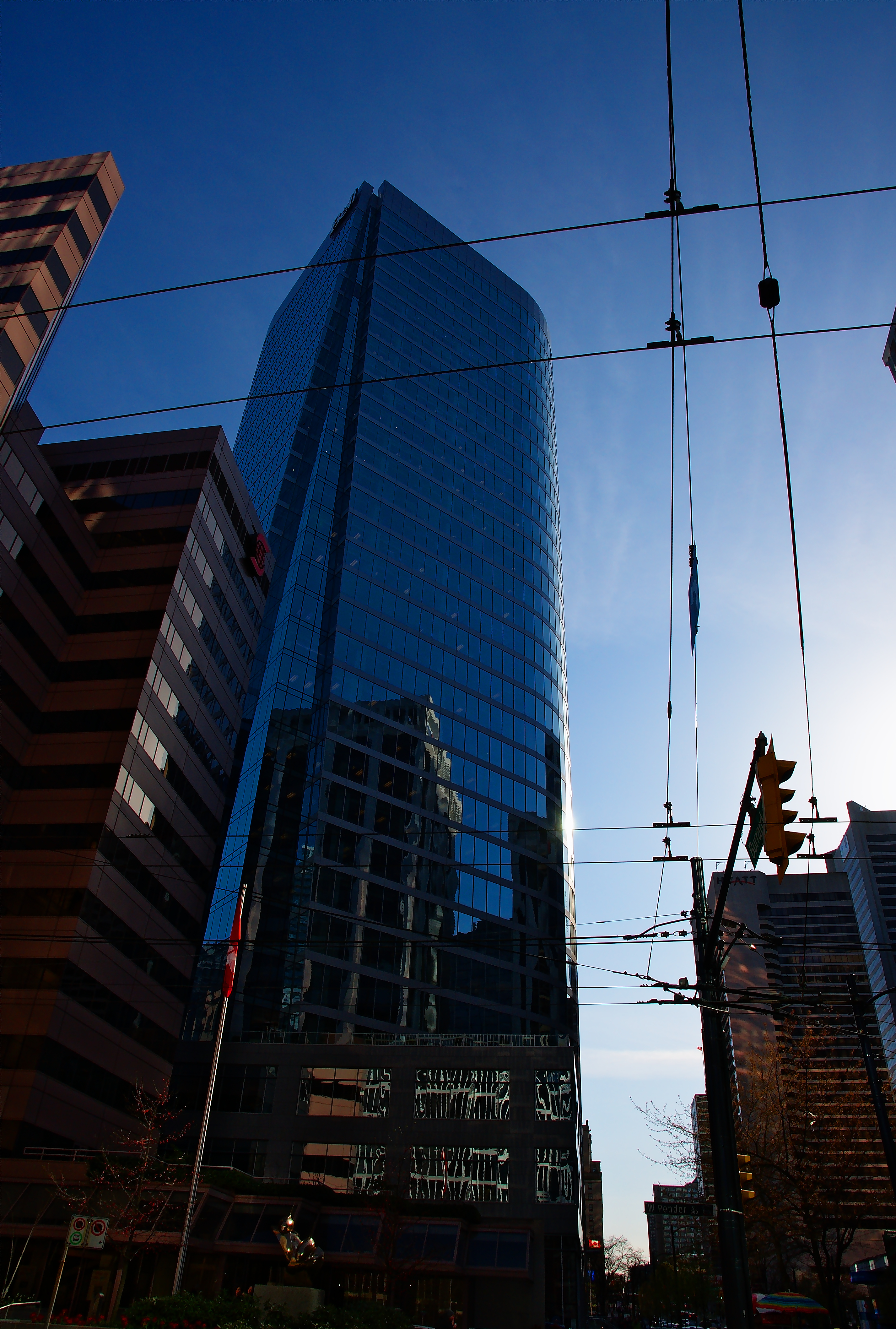
Five Bentall Centre; Vancouver.

- Achèvement à Vancouver du Five Bentall Centre, immeuble de bureaux de 140 mètres de hauteur situé 550 Burrard Street[1].
- Achèvement du Park Bridge pont-poutre autoroutier en acier sur la trans-Canada Highway. La longueur totale est de 405 mètres avec une portée principale de 80 mètres[2].

## Décès
- 31 août : William Ronald McNeill, dit Billy McNeill, (né le 26 janvier 1936 à Edmonton dans la province de l'Alberta — mort le à Surrey) , joueur professionnel canadien de hockey sur glace qui évoluait au poste de centre.